# Gladys Knight
Gladys Maria Knight (Atlanta, 28 maggio 1944) è una cantante statunitense.
È nota soprattutto per i suoi successi durante gli anni sessanta e settanta, con le etichette Motown e Buddah Records, insieme al suo gruppo Gladys Knight & the Pips, di cui fecero parte, al massimo del successo, anche suo fratello Merald "Bubba" Knight e i suoi cugini Edward Patten e William Guest.

## Biografia

### Gladys Knight & the Pips
I genitori di Gladys Knight erano Merald Woodlow Knight e Sarah Elizabeth Woods. Iniziò a diventare famosa a sette anni, vincendo un concorso canoro indetto da uno spettacolo televisivo. Un anno dopo, insieme al fratello Merald, alla sorella Brenda e ai cugini William e Elenor Guest formò un gruppo musicale chiamato "The Pips". Alla fine degli anni cinquanta avevano già cominciato a compiere tournée, mentre Brenda Knight e Elenor Guest erano stati sostituiti da Edward Patten e Langston George, anche loro cugini di Gladys.
Nel 1960 Gladys Knight rimase incinta e sposò il suo fidanzato Jimmy Newman. La gravidanza però si concluse con un aborto. Knight ritornò a cantare con i Pips. Nel 1961 il produttore Bobby Robinson fece realizzare al gruppo il singolo "Every Beat of My Heart", che raggiunse il numero uno nella classifica R&B e il numero sei in quella pop; era pubblicato dall'etichetta Vee-Jay Records. Nel 1962 Langston George lasciò il gruppo, i quattro rimanenti iniziarono a chiamarsi Gladys Knight & the Pips.
Nel 1962, dopo il secondo loro grande successo, "Letter Full of Tears", Knight divenne madre di Jimmy. Si ritirò dalle scene per dedicarsi alla famiglia e i Pips andarono in tournée senza di lei. Dopo la nascita della secondogenita, Kenya, nel 1964, Knight fu tuttavia costretta a tornare alla musica da professionista per sostenere materialmente la propria famiglia.
Gladys Knight & the Pips firmarono con la Motown nel 1966 e, sebbene considerati come un gruppo tutto sommato di secondo piano, pubblicarono diversi singoli di successo, come "I Heard It Through the Grapevine" (1967), "The Nitty Gritty" (1969),"Friendship Train" (1969), "If I Were Your Woman" (1970), "I Don't Want To Do Wrong" (1971), "Neither One of Us (Wants to Be the First to Say Goodbye)" (1972), vincitore anche di un Grammy Award, e "Daddy Could Swear (I Declare)" (1973).
Nel 1973 il gruppo lasciò la Motown per la Buddah Records, che offriva un contratto migliore, e raggiunse il pieno successo quell'anno stesso con i singoli "Midnight Train to Georgia" (il loro unico numero uno pop, vincitore anche di un Grammy), "I've Got to Use My Imagination" e "Best Thing That Ever Happened to Me".
Durante questo periodo di grande notorietà, Gladys Knight debuttò anche come attrice nel film "Pipe Dreams", un dramma romantico ambientato in Alaska. Il film fu un insuccesso come incassi ma Knight arrivò a una nomina al Golden Globe come miglior attrice debuttante.
Knight e i Pips continuarono a ottenere successi fino alla fine degli anni settanta, quando questioni legali li costrinsero a pubblicare dischi ciascuno per proprio conto; da qui i primi album da solista di Knight: "Miss Gladys Knight" (1978) per la Buddah e "Gladys Knight" (1979) per la Columbia. In questo periodo Knight divorziò da Jimmy Newman e nel 1976 sposò il produttore musicale Barry Hankerson (futuro zio di Aaliyah). Knight e Hankerson rimasero sposati solo per tre anni ed ebbero un figlio, Shanga Ali. Quando divorziarono, ebbero uno scontro legale riguardo l'affidamento del figlio.
Nei primi anni ottanta Johnny Mathis invitò Gladys a incidere due duetti: "When A Child Is Born" (già grandissimo successo di Mathis) e "The Lord's Prayer", divenuto un classico di Natale.
Firmando per la Columbia Records nel 1980 e ripristinata la formazione di quattro parenti, i "Gladys Knight & the Pips" iniziarono a pubblicare nuove canzoni. Dopo un periodo poco fruttuoso, rientrarono nelle classifiche raggiungendo il numero uno R&B con "Save the Overtime (For Me)" (1983) e "Love Overboard" (1987), altra vincitrice di Grammy. In questo periodo Knight divenne dipendente dal gioco d'azzardo e in particolare dal baccarà. Si rivolse infine ai "Giocatori Anonimi" quando perse 45.000 dollari in una sola notte avvicinandosi alla bancarotta personale.
Dopo una tournée di successo nel 1988, i Pips smisero l'attività e Gladys Knight cominciò una carriera da solista. "Gladys Knight & the Pips" in seguito entrarono nella Rock and Roll Hall of Fame, nel 1996.

### Carriera solista
Mentre faceva ancora parte dei Pips, nel 1986 Knight registrò con Dionne Warwick, Stevie Wonder e Elton John una canzone di beneficenza nella lotta contro l'AIDS, "That's What Friends Are For", che vinse anche un Grammy. Nel 1989 Gladys Knight incise "Licence to kill", colonna sonora del film omonimo di James Bond, in italiano 007 - Vendetta privata. La canzone arrivò nella "top ten" nel Regno Unito e in Germania.
Negli anni ottanta e novanta Knight è apparsa in televisione come ospite in diversi spettacoli e con presenze in serie televisive come i Benson e I Jefferson.
Il terzo album da solista di Gladys Knight, Good Woman, fu pubblicato nel 1991. Raggiunse il numero uno nelle classifiche R&B e includeva il singolo "Men", arrivato al numero due della "top ten" R&B. Il suo quarto LP, Just for You, fu disco d'oro e fu nominato per un Grammy Award come miglior album nel 1995. In questi anni, Knight era sposata con Les Brown, di professione motivatore. Nel 1999 Knight patì la morte del figlio maggiore, Jimmy, morto nel sonno a 36 anni.
Membro della Chiesa dei Santi degli ultimi giorni, dirige il coro Saints Unified Voices, vincitore anche di un Grammy Award, ed è sposata con William McDowell. La coppia si esibisce nelle chiese mormoni in tutti gli Stati Uniti.

## Filmografia

### Cinema
- Un pezzo da 20 (Twenty Bucks), regia di Keva Rosenfeld (1993)
- Hollywood Homicide, regia di Ron Shelton (2003)
- Almost Christmas - Vacanze in famiglia (Almost Christmas), regia di David E. Talbert (2016)
- Il principe cerca figlio (Coming 2 America), regia di Craig Brewer (2021)

### Televisione
- Muppet Show – sketch comedy (1981)
- I Jefferson (The Jeffersons) – serie TV, episodio 9x20 (1983)
- CBS Schoolbreak Special – serie TV, episodio 4x07 (1987)
- Tutti al college (A Different World) – serie TV, episodio 2x05 (1988)
- New York Undercover – serie TV, 3 episodi (1994)
- Baywatch – serie TV, episodio 5x21 (1995)
- The Jamie Foxx Show – serie TV, 13 episodi (1996-2001)
- Living Single – serie TV, episodi 4x21, 4x24 (1997)
- Ally McBeal – serie TV, episodio 3x03 (1999)
- JAG - Avvocati in divisa (JAG) – serie TV, episodio 10x20 (2005)
- Las Vegas – serie TV, episodio 2x24 (2005)
- 30 Rock – serie TV, episodio 2x10 (2008)
- Hot in Cleveland – serie TV, episodio 6x13 (2015)
- Empire – serie TV, episodio 1x03 (2015)
- Star – serie TV, episodi 1x04-1x07 (2017)
- Hawaii Five-0 – serie TV, episodio 9x08 (2018)

### Doppiaggio
- Happily Ever After: Fairy Tales for Every Child – serie animata, episodio 3x03 (1999)

## Libri pubblicati
- Gladys Knight, At Home With Gladys Knight, McGraw-Hill, 2001 - ISBN 1580400752
- Gladys Knight, Between Each Line of Pain and Glory: My Life Story, Hyperion Press, 1998 - ISBN 0786883715

## Premi e riconoscimenti

### Grammy Award e nomine
Gladys Knight da sola, con i Pips o con altri ha vinto sette Grammy Award:
- 1973: Gladys Knight And The Pips miglior gruppo R&B per Midnight Train To Georgia.
- 1973: Gladys Knight And The Pips miglior gruppo pop per qualità vocali per Neither One Of Us (Wants To Be The First To Say Goodbye).
- 1986: Dionne Warwick, Elton John, Gladys Knight e Stevie Wonder miglior gruppo pop per That's What Friends Are For.
- 1988: Gladys Knight And The Pips miglior gruppo R&B per Love Overboard.
- 2001: Gladys Knight miglior album tradizionale R&B per At Last.
- 2004: Gladys Knight e Ray Charles miglior performance gospel per Heaven Help Us All.
- 2005: Gladys Knight, come direttrice del coro The Saints Unified Voices, miglior coro gospel.

### Altri premi
- Gladys Knight con i Pips ha ricevuto sette premi American Music Award oltre a nove nomine, ed è a pari merito con gli Earth, Wind & Fire per il maggior numero di vittorie, quattro, nella categoria miglior gruppo soul/R&B.
- Nel 1988, con i Pips, ha vinto il secondo premio alla carriera di Soul train.
- Nel 1995 le è stata assegnata una stella nella Hollywood Walk of Fame a Los Angeles.
- Nel 1996 è entrata nella Rock and roll hall of fame.

## Discografia

### Album in studio
- 1978 - Miss Gladys Knight
- 1979 - Gladys Knight
- 1991 - Good Woman
- 1994 - Just For You
- 1998 - Many Different Roads
- 2001 - At Last
- 2005 - One Voice (con i Saints Unified Voices)
- 2006 - Before Me
- 2006 - A Christmas Celebration (con i Saints Unified Voices)

### Singoli
- 1978 - "It's A Better Than Good Time"
- 1979 - "Am I Too Late"
- 1979 - "I Just Want To Be With You"
- 1985 - "That's What Friends Are For" (con Dionne Warwick, Elton John & Stevie Wonder)
- 1989 - "License to Kill"
- 1990 - "If I Knew Then What I Know Now" (con Kenny Rogers)
- 1991 - "Meet Me in the Middle"
- 1991 - "Men"
- 1992 - "Where Would I Be"
- 1994 - "End of the Road" mix: "If You Don't Know Me by Now"/"Love Don't Love Nobody"
- 1994 - "I Don't Want to Know"
- 1995 - "Next Time"
- 2003 - "Feelin' Good (Vacilon)"

## Doppiatrici italiane
Nelle versioni in italiano dei suoi film, Gladys Knight è stata doppiata da:
- Anna Rita Pasanisi in Hollywood Homicide
- Alessandra Chiari in 30 Rock
- Stefania Giacarelli ne Il musical di Natale